# Jackson Township (comté du Dauphin, Pennsylvanie)
Pour les articles homonymes, voir Jackson Township.
Jackson Township est un township qui s'étend au nord de la partie centrale, du nord-est au centre, dans le comté de Dauphin, en Pennsylvanie, aux États-Unis,. En 2010, il comptait une population de 1 941 habitants.

## Démographie
Lors du recensement de 2010, le township comptait une population de 1 941 habitants. Elle est estimée, en 2016, à 1 974 habitants.

### Source de la traduction
- (en) Cet article est partiellement ou en totalité issu de l’article de Wikipédia en anglais intitulé « Jackson Township, Dauphin County, Pennsylvania » (voir la liste des auteurs).